# Chinesische Davis-Cup-Mannschaft
Die chinesische Davis-Cup-Mannschaft ist die Tennisnationalmannschaft der Volksrepublik China, die das Land im Davis Cup vertritt. Der Davis Cup ist der wichtigste Wettbewerb für Nationalmannschaften im Herren-Tennis, analog zum Fed Cup bei den Damen. Organisiert wird sie durch die China Tennis Association.

## Geschichte
China nimmt seit 1924 am Davis Cup teil. Bisher konnte die Mannschaft nie die Teilnahme in der Weltgruppe erreichen, war jedoch 1987 und 1990 nur ein Match davon entfernt.